# Sesieutes
Sesieutes is een geslacht van spinnen uit de familie bodemzakspinnen (Liocranidae).

## Soorten
De volgende soorten zijn bij het geslacht ingedeeld:
- Sesieutes borneensis Deeleman-Reinhold, 2001
- Sesieutes bulbosus Deeleman-Reinhold, 2001
- Sesieutes emancipatus Deeleman-Reinhold, 2001
- Sesieutes erawan Deeleman-Reinhold, 2001
- Sesieutes lucens Simon, 1897
- Sesieutes minor Deeleman-Reinhold, 2001
- Sesieutes nitens Deeleman-Reinhold, 2001
- Sesieutes schwendingeri Deeleman-Reinhold, 2001
- Sesieutes scrobiculatus Deeleman-Reinhold, 2001
- Sesieutes thakek Jäger, 2007
- Sesieutes zhui Zhang & Fu, 2011